# D'ale noastre
D'ale noastre este o piesă de teatru coregrafic concepută de Gigi Căciuleanu după texte de Ion Luca Caragiale transpuse în dans de trupa Gigi Căciuleanu Romania Dance Company⁠(d).

Producție a Teatrului Național București și a Centrului de Cercetare și Creație teatrală „Ion Sava” în parteneriat cu Fundația „Art Production”, cu sprijinul Bibliotecii Naționale a României.

Cronologie:

15 iunie 2012 — premieră, încheie stagiunea TNB.

26 octombrie 2012 — premieră de gală, deschide, la TNB, Festivalul Național de Teatru, manifestare UNITER patronată la această ediție de universul Caragiale.

11 mai 2017 — ultima reprezentație.

Afiliere Anul Caragiale:

Este unul dintre spectacolele care au adus TNB Premiul de Excelență al Senatului la Gala UNITER 2013, pentru realizarea programului Anul Caragiale — „un Caragiale trecut prin filtrul lui Gigi Căciuleanu”. 

## Prezentare
„Caragiale «dansant» pe DJ Vasile”.

Este o creație coregrafică tangentă teatrului de animație, construită pe tipologii și relații arhetipale de inspirație caragialiană, în 21 secvențe.

Un „dans caragialesc” „inclasabil”, executat de „dansatoare și actori, aduși la un numitor comun ca dansActori”, într-un decor sonor eterogen.
„un Caragiale rescris pe limba mea, cea a teatrului coregrafic”—Gigi Căciuleanuc

## Primire
Dublu nominalizat UNITER, spectacolul este considerat de presa culturală a fi evenimentul coregrafic al anului 2012, „cea mai bună producție tematică a Anului Caragiale”.

Extrase cronici

„Stagiunea s-a încheiat apoteotic cu magica montare a lui Gigi Căciuleanu D-ale noastre, în care nenea Iancu, cel atât de-al nostru, a căpătat dimensiuni planetare” — „pariul lui Gigi Căciuleanu” • „Căciuleanu mixează personajele caragialiene într-un cocktail coregrafic”; „un poem coregrafic despre caragialitatea contemporană” • „un spectacol de artă cinetică” • „un flirt prelungit în care fiecare este, pe rând, pradă și vânător” • „un dinamic carusel de personaje” • „o dorință de a universaliza temele, ideile, personajele” • „Căciuleanu nu are rezerve sau inhibiții în a alătura totul - de la Mozart la DJ Vasile” • „coloana sonoră este un personaj în sine, aflat într-un constant dialog de subtext cu coregraful” • „Actorii-dansatori (...) explodează în pură bucurie motrice” • „Au plecat scăldați în aplauze”; „Căciuleanu a transformat replici în pași de dans” • „un spectacol ce taie în carnea vie a românismului de toate zilele, ne decupează pe noi, ca oameni cu metehnele noastre, din paginile scrise sau nu de Nenea Iancu”
Discurs electoral

„un Cațavencu de pus în ramă”

Numărul coregrafic Discurs electoral edte considerat „climaxul” spectacolului:
„(Cațavencu) și-a compus monologul țintuit la tribună, într-un «dans-imobilizat». Cuvintele «țărișoară», «România», «patriotism», «emoțiune» răzbat sub forma unor sunete nearticulate și sunt amplificate de un balet ridicol de gesturi” • „Cațavencu izbucnește în dans, ajungând, după încercări supraomenești de a-și formula discursul, la un adevărat delir coregrafic” • „Antologică rămâne scena discursului lui Cațavencu, al cărui corp contorsionat se unduiește dezechilibrat la tribună ca o expresie a hemoragiei aberante de cuvinte”
Controverse

Nominalizările Uniter pentru un spectacol non-verbal de teatru-dans au provocat reacții contradictorii în mediul teatral.

Retrospectiv, s-a apreciat că juriul nu a fost pregătit pentru a premia un spectacol fară text.

Urmări

La Gala 2014, Uniter a acordat „Premiul special pentru teatru-dans”.

## Distribuție
- Gigi Căciuleanu Romania Dance Company

- Lari Giorgescu — multirol

- Discurs electoral — Cațavencu Șantajistul (maimuță, măgar, Tarzan)
- Înger căzut — Ion

- István Téglás
- Adrian Nour⁠(d) — Cetățean Be-At
- Alex Călin⁠(d)
- Arcadie Rusu⁠(d)
- Ioana Macarie⁠(d)
- Ioana Marchidan⁠(d)
- Ramona Bărbulescu⁠(d)
- Rasmina Călbăjos⁠(d)
- Ștefan Lupu
- Vanda Ștefănescu⁠(d)

Coloana sonoră — colaj motive Shukar Collective și flash-inserturi din clasici

Muzica originală — Mitoș Micleușanu

Producător — Teatrul Național București

## Reprezentații

### Turnee
- Ta Ra Ta Tam / D'ale noastre
  - 2012[38] - Paris (Espace Cardin) • Londra (Cadogan Hall)[39][40][41] • Bruxelles (Bozar)[42]
  - 2013[31] - Sofia (Teatrul Național Ivan Vazov) • Chișinău (Teatrul Național Mihai Eminescu)[43][44][32] • Lisabona (Teatro Nacional Doña María II)[45][46][47][48]

### Festivaluri
- Festivalul Național de Teatru
  - TNB, Sala Mare, 26 octombrie 2012 (premieră)[49][50]
  - Centrul Cultural Ion Manu, Otopeni, 26 octombrie 2014 (secțiunea Maeștri)[51][52][53]
- Festivalul Internațional al Educației FIE, Casa de Cultură a Studentilor din Iași⁠(d), 17 iunie 2013[2][54]
- Festivalul Internațional de Teatru Clasic - Arad, Teatrul Ioan Slavici, 16 octombrie 2013[55]
- Festivalul European al Spectacolului Timișoara – Festival al Dramaturgiei Românești - FEST-FDR, Teatrul Național Mihai Eminescu, 12 iunie 2014[56][34][25][57][58][59]

## UNITER

### Premii
- „Premiul de Excelență al Senatului UNITER” — Teatrul Național București – „pentru conceperea și realizarea excepțională a Programului CARAGIALE 2012”[1]

### Nominalizări
- „Premiul pentru cel mai bun spectacol”[60]
- „Premiul pentru cel mai bun actor în rol principal” — Lari Giorgescu[61][62][1]

## Film
- Istoria unui spectacol, making-of D’ale noastre, regia TV  Andrei Măgălie, producție TVR, 2012[63]

### Portofolii
- D'ale noastre, Mihaela Tulea, 129 fotografii, © MBSStudio, mihaelatulea.ro
- D'ale noastre[nefuncțională]
, Iulia Ioana, 85 fotografii, © Bliss Photography, 25 mai 2015, iuliaazul.blogspot.com

### Interviuri
- „Gigi Căciuleanu. D'ale noastre omenești șI românești.” Arhivat în 12 august 2020, la Wayback Machine., Cristiana Gavrilă, bewhere the city nr.9, 5 iunie 2012, 5870 caractere, bewhere.ro
- „Interviu: Actorii Lari Giorgescu și István Téglás despre spectacolul D'ale noastre (TNB) - Partea I”, HotNews România, 24 ianuarie 2013, 9m43s, youTube